# 圣胡安德斯皮
圣胡安德斯皮，是西班牙加泰罗尼亚巴塞罗那省的一个市镇。总面积5.58平方公里，总人口32812人（2013年），人口密度5880人/平方公里。